# Savage Steve Holland
 (mai 2021).
Si vous disposez d'ouvrages ou d'articles de référence ou si vous connaissez des sites web de qualité traitant du thème abordé ici, merci de compléter l'article en donnant les références utiles à sa vérifiabilité et en les liant à la section « Notes et références ».
Savage Steve Holland (né en 1960) est un réalisateur et producteur de films culte tels que Gagner ou mourir (1985) et Un été fou fou fou (VO: One Crazy Summer) (1986), avec John Cusack.
Plus tard, il aura créé et produit Eek! Le chat en collaboration avec Fox Kids. Il a fondé son propre studio, Savage Studios Ltd., et anime actuellement des émissions pour les chaînes de Disney Channel et Nickelodeon.
Il a appris l'animation dans la California Institute of the Arts, endroit où l'un de ses projets d'étudiant intitulé Going Nowhere Fast (1980), a été exposé à l'émission de MOMA nommée TOMORROWLAND: CalArts in Moving Pictures.

## Filmographie sélective

### Cinéma

#### Long métrage d'animation
- 1998 : Lou et Lou, patrouille de sécurité

#### Long métrage
- 1985 : Gagner ou mourir (Better Off Dead)
- 1986 : Un été fou fou fou (One Crazy Summer)
- 1989 : Comment devenir beau, riche et célèbre ! (How I Got Into College)
- 1993 : The Incredible Crash Dummies (en) (Scénariste uniquement)
- 2009 : Blondes pour la vie
- 2009 : Ratko: The Dictator's Son
- 2012 : Big Time Movie

### Télévision

#### Téléfilm
- 2004 : La Naissance d'une nouvelle star
- 2007 : Shredderman Rules

#### Jeu télévisé
- 1983 - 1986 : Press Your Luck (Animateur de tous les épisodes)

#### Série télévisée d'animation
- 1990 - 1991 : L'Excellente Aventure de Bill et Ted (Bill and Ted's Excellent Adventures) (Scénariste)
- 1992 - 1997 : Eek! Le chat (cocréateur, producteur exécutif et scénariste de bon nombre d'épisodes)
- 1993 - 1997 : The Terrible Thunderlizards (Producteur, producteur exécutif et doubleur)
- 1999 - 2000 : Sabrina (Producteur et producteur exécutif)
- 2006 - 2007 : Camp Lazlo (Scénariste, animateur et réalisateur)

#### Série télévisée
- 1987 - 1988 : Les Aventures de Beans Baxter (Écrit et réalisé quelques épisodes)
- 1989 - 1990 : Encyclopedia Brown (Réalisateur)
- 1997 - 1998 : Chérie, j'ai rétréci les gosses (Réalisateur de 3 épisodes)
- 1998 - 2002 : V.I.P. (Réalisateur de quelques épisodes)
- 2001 - 2003 : Lizzie McGuire (Réalisateur de 9 épisodes)
- 2004 : Phil du futur (Réalisé certains épisodes)
- 2005 - 2007 : Allie Singer (Réalisateur de 2 épisodes)
- 2005 - 2007 : Ned ou Comment survivre aux études (Réalisateur de 8 épisodes)
- 2005 - 2007 : Zoé (Réalisateur de 5 épisodes)
- 2007 - ... : iCarly (Scénariste d'un épisode)
- 2009 - ... : Zeke et Luther (Réalisateur de 4 épisodes)